# 教授と次男坊
『教授と次男坊』（きょうじゅとじなんぼう）は、1961年10月23日から1963年4月8日まで日本テレビ系列局で放送されていた日本テレビ製作のテレビドラマである。全76話。大日本紡績（後のニチボー、現・ユニチカ）の一社提供。放送時間は毎週月曜 20:00 - 20:30 （日本標準時）。

## 概要
父子家庭という環境にある親子が、どこの家庭にも起こりうる問題について共に考え、共に悩み、共に笑いあう様を描くことにより、従来のホームドラマの形を破ろうとした作品。主演俳優に坂本九を起用し、彼のヒット曲「明日があるさ」を主題歌にしていた。
当初はモノクロ放送だったが、1961年12月4日放送の第7話をもってカラー化された。

## キャスト
- 有島九介：坂本九
- 有島教授：有島一郎
- ばあや：高橋とよ
- 有島雄一：松本朝夫
- 松島涼子：加藤美智枝
- 有島弓子：小松原庸子
- 山田吾一
- 村田正雄
- 長谷川明男
- 池田昌子

## スタッフ
- 脚本：安倍徹郎、窪田篤人、倉本聡、宮田達男
- 演出：一丸周也
- 音楽：いずみたく
- プロデューサー：増田善次郎

## 主題歌
「明日があるさ」
作詞：青島幸男 / 作曲：中村八大 / 歌：坂本九

## サブタイトル
1. 或る夜の哲学（1961年10月23日）
2. 危険な年齢（10月30日）
3. 九番目のブルース（11月6日）
4. やぶにらみのロマンス（11月13日）
5. 親父の縁談（11月20日）
6. 肩を組んで別れの歌を（11月27日）
7. 静かな休日（12月4日）
8. 親父の初舞台（12月11日）
9. グレコとラーメン食べた時（12月18日）
10. イブにサンタは来なかった（12月25日）
11. 喜びがいっぱい（1962年1月1日）
12. 日曜を俺の為に（1月8日）
13. 悲しき小学6年生（1月15日）
14. 愛情の星空（1月22日）
15. 試験は寝て待て（1月29日）
16. 灰色の灯を消そう（2月5日）
17. 胸に灯りを（前編）（2月12日）
18. 胸に灯りを（後編）（2月19日）
19. あれもこれも（2月26日）
20. 神よ九介を守らせ給え（3月5日）
21. 悲喜こもごも（3月12日）
22. 燃えるために燃やせ（3月19日）
23. 冬の陽が残った（3月26日）
24. えいぷりる・しゃわー（4月2日）
25. はるかなる歌声（4月9日）
26. わが青春は愚かならず（4月16日）
27. ネギと脳味噌（4月23日）
28. 春は胸一杯（4月30日）
29. 無銭旅行入門（5月7日）
30. ふりむくな九介（5月14日）
31. 二人の次男坊（5月21日）
32. ただいま恋人募集中（5月28日）
33. 永遠の青年と永遠の子供（6月4日）
34. 川男たち（6月11日）
35. この若き日日（6月18日）
36. 夜を忘れた（6月25日）
37. 女よ日本をほろぼすな（7月2日）
38. 誰にも渡したくない…（7月9日）
39. 現代っ子頑張る（7月16日）
40. 夏子が夏にやってきた（7月23日）
41. トンカツに賭ける友情（7月30日）
42. 生れて初めての朝（8月6日）
43. 湖畔の一夜（8月13日）
44. たった一度の夏（前編）（8月20日）
45. たった一度の夏（後編）（8月27日） - ゲスト：スリーファンキーズ
46. デッカイ希望の海がある（9月3日）
47. 世界でたった一冊の本（9月10日）
48. すすめ一億プロ野球（9月17日）
49. 秋の幻想（9月24日）
50. 試験作戦失敗す（10月1日）
51. なんにもしゃべらない（10月8日）
52. 裸足で走りたい（10月15日）
53. カンパイ！市民諸君（10月22日）
54. 秋刀魚のある城（10月29日）
55. 男と男と女の子（11月5日）
56. 落ちて来た仙人（11月12日）
57. はなればなれに歌え（11月19日）
58. 偉大なるおくびょう者（11月26日）
59. 史上最高の叔父さん（12月3日）
60. 19番目の夜と朝（12月10日）
61. お歳暮じゃないお歳暮（12月17日）
62. 俺を天使と呼ばないでくれ（12月24日）
63. やっと取れる〆飾り（1963年1月7日）
64. 富士はすぐそこだ（1月14日）
65. もう戻らない（1月21日）
66. お見合いという名のデイト（1月28日）
67. 卒論はおすみ？（2月4日）
68. ハイヒール（2月11日）
69. バラ色と灰色の間（2月18日）
70. 出来の悪かった本（2月25日）
71. 3000円の幸福（3月4日）
72. 第三の先生（3月11日）
73. おやじとむすこ（3月18日）
74. 価値あるせんべつ（3月25日）
75. 春の日ある日（4月1日）
76. 去りゆくものと来るものと（4月8日）